# Andreas Gruber (Regisseur)

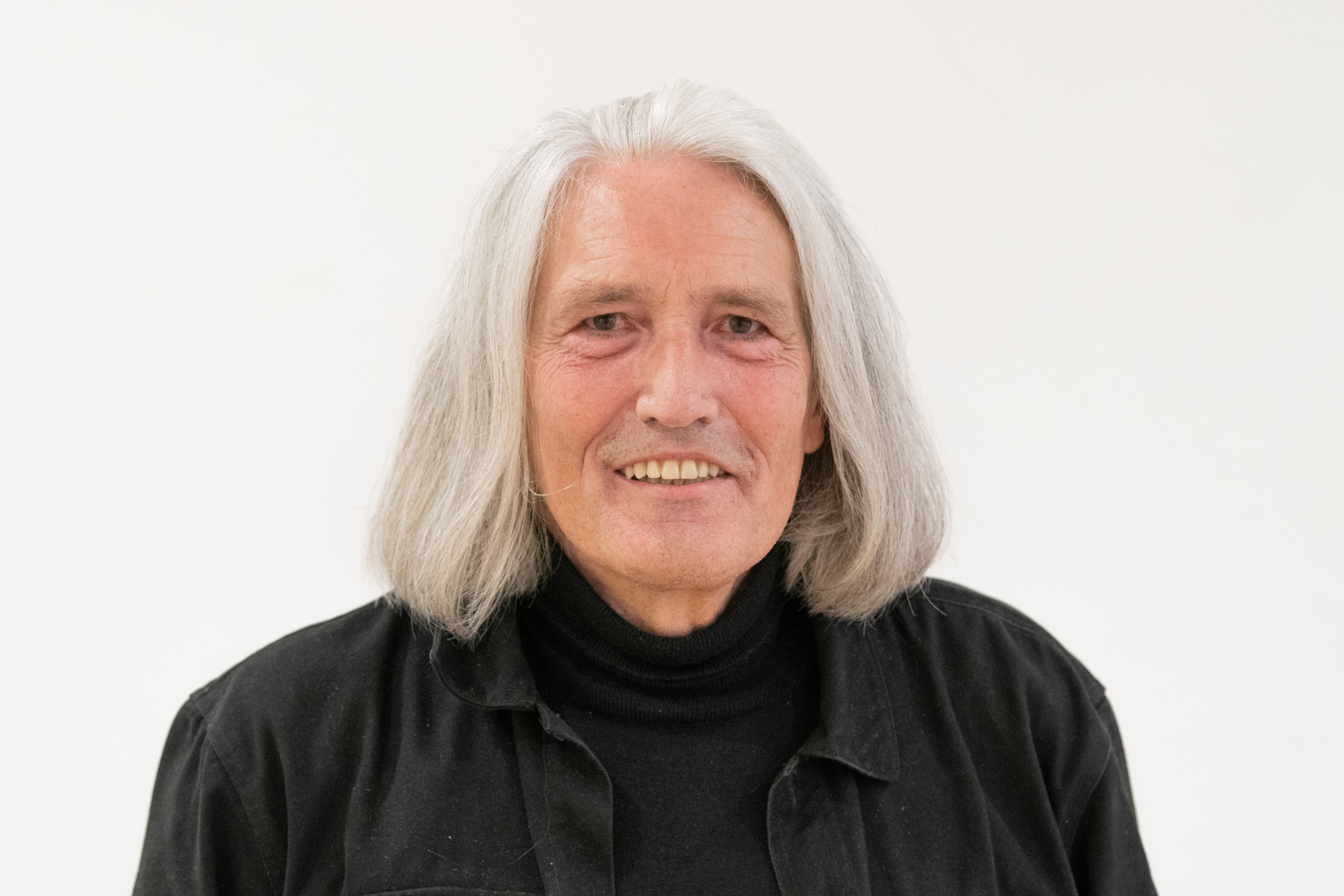
Andreas Gruber (2022)

Andreas Gruber (* 2. November 1954 in Wels, Oberösterreich) ist ein österreichischer Drehbuchautor, Film- und Fernsehregisseur.

## Leben
Andreas Gruber war in seiner Jugend bei den Pfadfindern und Pfadfinderinnen Wels aktiv, wie auch seine drei Brüder und schon sein Vater Josef Gruber.
Von 1974 bis 1982 absolvierte er ein Drehbuch- und Regiestudium an der Hochschule für Musik und darstellende Kunst in Wien. Ab 1979 war er Regieassistent bei Axel Corti.
Er lehrte als Professor an der Hochschule für Fernsehen und Film München und war dort Inhaber des Lehrstuhls für Regie, Dramaturgie und Produktion von Spiel- und Fernsehfilmen sowie geschäftsführender Leiter der Abteilung für Kino- und Fernsehfilm. 2020 übernahmen Julia von Heinz und Marcus H. Rosenmüller die Leitung des Studiengangs Regie Kino- und Fernsehfilm als Doppelspitze, als Nachfolger von Andreas Gruber, der im Oktober 2020 in den Ruhestand ging und die Abteilung 18 Jahre lang leitete.

## Filmografie (Auswahl)
- 1981: Ab Morgen wird sich alles ändern (R, D)
- 1983: Drinnen und draußen (R, D)
- 1984: Unser Mann in Bangkok (R)
- 1988: T4 – Hartheim 1 – Sterben und Leben im Schloß (R)
- 1989: Schalom, General (R, D)
- 1991: Die erste Wahrnehmung TV-Film (R, D)
- 1994: Hasenjagd – Vor lauter Feigheit gibt es kein Erbarmen (R, D) – Diagonale-Publikumspreis 1994
- 1997: Die Schuld der Liebe (R, D)
- 2001–2008: Kreuz & Quer (Fernsehdokumentationsserie)
  - 2001: Die Gutmenschen (R)
  - 2004: Das Blaue vom Himmel (R)
  - 2008: Der Kurssturz des goldenen Kalbes (R, D)
- 2002: Bella Block: Im Namen der Ehre (R)
- 2004: Welcome Home (R, D)
- 2011: Der Kardinal (R, D)
- 2016: Hannas schlafende Hunde (R, D) nach dem Roman von Elisabeth Escher
- 2016: Stalins Rache: Die Angst der Sieger vor der Heimkehr (Fernsehdokumentation) (R, D)

R … Regie

D … Drehbuch

## Auszeichnungen
- 1995: Deutscher Kritikerpreis
- 2000: Goldene Romy für die beste Regie
- 2004: Elfriede-Grünberg-Preis
- 2009: Goldenes Ehrenzeichen des Landes Oberösterreich
- 2009: Eduard Ploier Preis
- 2013: Heinrich-Gleißner-Preis[4]
- 2023: Fernsehpreis der Österreichischen Erwachsenenbildung in der Sparte Dokumentation für den ORF 2-Beitrag Wo Himmel und Erde sich treffen[5]